# Eva Novak (attrice)
Eva Novak, nata Barbara Eva Novak (St. Louis, 14 febbraio 1898 – Woodland Hills, 17 aprile 1988), è stata un'attrice statunitense conosciuta anche come Eve Novak.
Era sorella di Jane Novak e nipote di Anne Schaefer, anche loro attrici.

## Filmografia
- Roped Into Scandal, regia di Craig Hutchinson - cortometraggio (1917)
- Il maniaco della velocità (The Speed Maniac), regia di Edward LeSaint (1919)
- The Feud, regia di Edward LeSaint (1919)
- L'infernale (The Daredevil), regia di Francis J. Grandon (1920)
- Desert Love, regia di Jacques Jaccard (1920)
- Up in Mary's Attic, regia di William Watson (1920)
- Wanted at Headquarters, regia di Stuart Paton (1920)
- The Testing Block, regia di Lambert Hillyer (1920)
- Silk Husbands and Calico Wives, regia di Alfred E. Green (1920)
- The Torrent, regia di Stuart Paton (1921)
- O'Malley of the Mounted, regia di Lambert Hillyer (1921)
- Society Secrets, regia di Leo McCarey (1921)
- The Smart Sex, regia di Fred LeRoy Granville (1921)
- Wolves of the North
- The Rough Diamond, regia di Edward Sedgwick (1921)
- The Last Trail, regia di Emmett J. Flynn (1921)
- Trailin', regia di Lynn Reynolds (1921)
- Sky High, regia di Lynn Reynolds (1922)
- Chasing the Moon, regia di Edward Sedgwick (1922)
- Up and Going, regia di Lynn Reynolds (1922)
- The Man from Hell's River, regia di Irving Cummings (1922)
- The Man Who Saw Tomorrow, regia di Alfred E. Green (1922)
- Barriers of Folly, regia di Edward A. Kull (1922)
- The Great Night, regia di Howard M. Mitchell (1922)
- Making a Man, regia di Joseph Henabery (1922)
- Dollar Devils, regia di Victor Schertzinger (1923)
- Temptation, regia di Edward LeSaint (1923)
- Fra gli artigli della tigre (The Tiger's Claw), regia di Joseph Henabery (1923)
- Boston Blackie, regia di Scott R. Dunlap (1923)
- Pandemonio (A Noise in Newboro), regia di Harry Beaumont (1923)
- The Man Life Passed By, regia di Victor Schertzinger (1923)
- Listen Lester, regia di William A. Seiter (1924)
- Missing Daughters, regia di William H. Clifford (1924)
- The Battling Fool
- Lure of the Yukon, regia di Norman Dawn (1924)
- Piedini d'oro (Sally), regia di Alfred E. Green (1925)
- Northern Code, regia di Leon De La Mothe (1925)
- Combattimento ai pozzi apache (Duel at Apache Wells), regia di Joseph Kane (1957)
- Seme selvaggio (Wild Seed), regia di Brian G. Hutton (1965)